# Resolutie 2283 Veiligheidsraad Verenigde Naties
Resolutie 2283 van de Veiligheidsraad van de Verenigde Naties werd op 28 april 2016 unaniem aangenomen door de VN-Veiligheidsraad, en hief de in 2004 en 2011 opgelegde sancties tegen Ivoorkust op.

## Achtergrond
In 2002 brak in Ivoorkust een burgeroorlog uit tussen de regering in het christelijke zuiden en rebellen in het islamitische noorden van het land. In 2003 leidden onderhandelingen tot de vorming van een regering van nationale eenheid en waren er Franse- en VN-troepen aanwezig. In 2004 zegden de rebellen hun vertrouwen in de regering op en grepen opnieuw naar de wapens. Het noorden van het land werd voornamelijk door deze Forces Nouvelles gecontroleerd.
Na de presidentsverkiezingen eind 2010 ontstonden wederom onlusten toen zittend president Laurent Gbagbo op post bleef ondanks de internationaal erkende overwinning van Alassane Ouattara. De ontstane crisis leidde tot het uitbreken van een nieuwe burgeroorlog, die duurde tot de arrestatie van Gbagbo in april 2011.

## Inhoud
Er was grote vooruitgang te zien in de stabilisatie van Ivoorkust. Onder meer bij ontwapening en herintegratie van strijders, het hervormen van leger en politie, nationale verzoening en de strijd tegen straffeloosheid. Ook waren in oktober 2015 succesvolle presidentsverkiezingen gehouden. Wapens werden beter beheerd, en de illegale handel in natuurlijke rijkdommen beter bestreden.
Ivoorkust had zelf aangegeven voorstander te zijn van het opheffen van de sancties tegen het land.
De Veiligheidsraad besloot het wapenembargo, de financiële sancties en de reisverboden, opgelegd in de resoluties 1572 uit 2004, 1975 uit 2011 en 2219 uit 2015, met onmiddellijke ingang te beëindigen. Derhalve werden ook het comité en de expertengroep die toezagen op deze sancties opgeheven.
Lijst ·  2260 ·  2261 ·  2262 ·  2263 ·  2264 ·  2265 ·  2266 ·  2267 ·  2268 ·  2269 ·  2270 ·  2271 ·  2272 ·  2273 ·  2274 ·  2275 ·  2276 ·  2277 ·  2278 ·  2279 ·  2280 ·  2281 ·  2282 ·  2283 ·  2284 ·  2285 ·  2286 ·  2287 ·  2288 ·  2289 ·  2290 ·  2291 ·  2292 ·  2293 ·  2294 ·  2295 ·  2296 ·  2297 ·  2298 ·  2299 ·  2300 ·  2301 ·  2302 ·  2303 ·  2304 ·  2305 ·  2306 ·  2307 ·  2308 ·  2309 ·  2310 ·  2311 ·  2312 ·  2313 ·  2314 ·  2315 ·  2316 ·  2317 ·  2318 ·  2319 ·  2320 ·  2321 ·  2322 ·  2323 ·  2324 ·  2325 ·  2326 ·  2327 ·  2328 ·  2329 ·  2330 ·  2331 ·  2332 ·  2333 ·  2334 ·  2335 ·  2336